# Cyril Bradley Rootham
Cyril Bradley Rootham (Redland, een wijk van Bristol, 5 oktober 1875 – Cambridge (Engeland), 18 maart 1938) was een Brits componist, muziekpedagoog, dirigent en organist. Hij was een zoon van het echtpaar Daniel Wilberforce Rootham en Mary Rootham (geboren: Gimblett Evans). Zijn vader was een zangleraar en tot de leerlingen behoorden Eva Turner en Dame Clara Butt.

## Levensloop
Rootham kreeg een basisopleiding aan de Bristol Grammar School en ging aansluitend studeren aan het St John's College in Cambridge (Engeland). Van 1898 tot 1901 was hij organist van de Christ Church in Hampstead en studeerde aan het Royal College of Music (RCM) onder andere bij Sir Charles Hubert Parry, Sir Charles Villiers Stanford, Sir Walter Parratt en Marmaduke Barton. In 1901 werd hij organist aan de St John's College Chapel en verbleef in deze functie tot zijn overlijden.
Tegelijkertijd werd hij docent aan de Cambridge University Music Society (CUMS) en werd later hoofd van deze afdeling. Onder zijn leiding heeft zich deze afdeling tot een belangrijke en invloedrijke institutie in het Engelse muziekleven ontwikkeld. Tot zijn leerlingen behoren zo bekende namen als Arthur Bliss, Christian Darnton, Arnold Cooke, David Franklin, Cecil Armstrong Gibbs, William Glock, Walter Leigh, Bernard Stevens, Basil Maine, Robin Orr en Percy M. Young.
In 1909 huwde hij met Rosamond Margaret Lucas.
Zijn theoretisch boek Voice Training for Choirs and Schools publiceerde hij in 1910. In het gelijke jaar werd ook zijn zoon Jasper St John Rootham geboren en werd hij dirigent van de Cambridge University Musical Society. In deze functie bestemde hij het muziekleven in Cambridge. Als gevolg van zijn richtinggevende uitvoeringen van madrigalen uit de Elisabetaanse tijd in de jaren 1920 bevorderde de oprichting van talrijke madrigalmaatschappijen in Cambridge en in heel Engeland. Aan zijn in 1930 in het leven geroepen Cambridge Festival of British Music nomen ook bekende solisten en componisten zoals Kathleen Long, Zoltán Kodály, Manuel de Falla en Arthur Honegger deel. In het gevolg van de voortschrijdende spierdystrofie van Duchenne was hij gedwongen met zijn werkzaamheden als dirigent te stoppen.
Als componist schreef hij voor verschillende genres, onder andere een opera, twee symfonieën, koorwerken, cantates, kamermuziek en liederen.

## Composities

### Werken voor orkest

#### Symfonieën
- 1932 – Symfonie nr. 1 in c klein, voor orkest
  1. Adagio – Allegro Ritmico
  2. Adagio molto (alla marcia)
  3. Scherzo allegro molto
  4. Allegro con spirito
- 1938 – Symfonie nr. 2 in D groot, voor vrouwenkoor en orkest
  1. Adagio molto ed espressivo – Maestoso
  2. Allegretto e grazioso
  3. Andante moderato – Molto adagio – Meno mosso – Alla Marcia: maestoso – Lento

#### Andere werken
- 1910 – A Passerby, rapsodie voor orkest, naar Robert Bridges
- 1912 – Pan, rapsodie voor orkest
- 1920 – Processional for the Chancellor's Music, voor orkest
- 1921 – St. John's Suite, voor kamerorkest
- 1921 – Miniature Suite, voor orkest of piano en strijkorkest
  1. Allegretto
  2. Lento assai
  3. Allegro moderato e leggiero
  4. Molto vivace
- 1922 – Rhapsody on "Lazarus", voor dubbel strijkorkest
- 1931 – Psalm of Adonis, voor mezzosopraan en orkest

### Werken voor harmonieorkest
- 1921 – Processional, voor harmonieorkest

### Cantates
- 1908 – Andromeda, dramatische cantate voor sopraan, contralto en bariton, gemengd koor en orkest, op. 18 – tekst: Charles Kingsley

### Muziektheater

#### Opera's
| Voltooid in | titel           | aktes   | première                                            | libretto                                                      |
| ----------- | --------------- | ------- | --------------------------------------------------- | ------------------------------------------------------------- |
| 1918-1921   | The Two Sisters | 3 aktes | 14 februari 1922, Cambridge (Engeland), New Theatre | Marjory Fausset, naar de ballade "The twa sisters o'Binnorie" |

### Werken voor koren
- 1896 – Oh, sturdy and fleet be the British Athlete, voor unisono koor – tekst: Harry Clifton
- 1904 – A Shepherd In A Glade, voor gemengd koor a capella
- 1906 – Break, break, break, voor mannenkoor – tekst: Alfred, Lord Tennyson
- 1908 – Coronach, voor bariton, gemengd koor en orkest
- 1909 – The Lady of Shalott, voor gemengd koor en orkest – tekst: Alfred, Lord Tennyson
- 1910 – Angel spirits of sleep, voor gemengd koor en orkest – tekst: Robert Seymour Bridges
- 1911-12 – The Stolen Child, voor gemengd koor en orkest – tekst: William Butler Yeats
- 1914 – Gay Marigold, voor gemengd koor en piano – tekst: Robert Seymour Bridges
- 1914 – Larks, voor gemengd koor en piano – tekst: Robert Seymour Bridges
- 1915 – For the Fallen, voor sopraan, alt, bas solo, gemengd koor en orkest – tekst: Laurence Binyon
  1. With proud thanksgiving, a mother for her children
  2. They went with songs to the battle, they were young
  3. Your Country Needs You
- 1919 – Weep not, beloved friends, voor gemengd koor – tekst: William Wordsworth, naar Gabriello Chiabrera
- 1921-1922 – Brown Earth, elegie voor twee koren en orkest – tekst: Thomas Moult
- 1926 – Eight bells, voor mannenkoor – tekst: Sir John Collings Squire
- 1928 – Ode on the Morning of Christ's Nativity, voor solisten, twee koren en orkest – tekst: John Milton
- 1933 – Service in e, voor mannenkoor, jongenskoor en orgel
- 1935 – Guy's Cliffe at night, voor vrouwenkoor – tekst: Mary Coleridge
- 1935 – In London Town, voor driestemmig vrouwenkoor – tekst: Mary Coleridge
- 1936 – City in the West, voor gemengd koor en orkest – tekst: Jasper Rootham
- 1937 – None other lamb, hymne voor gemengd koor en orgel – tekst: Christina Georgina Rossetti

### Vocale muziek

#### Liederencycli
- 1910 – In Highland and Meadow, voor zangstem en piano
  1. Angel spirits of sleep – tekst: Robert Seymour Bridges
  2. In the highlands, in the country places – tekst: Robert Louis Stevenson
- 1912 – The Choruses from "Achilles in Scyros", voor sopraan, alt en vrouwenkoor – tekst: Robert Seymour Bridges
  1. The earth loveth the spring
  2. O daughter of Nereus old
  3. Now the glorious sun
  4. We live well-ruled by an honoured king
  5. Go not, go not, Achilles
- 1913 – Four Dramatic Songs, voor zangstem en piano – tekst: Mary Coleridge
  1. St. Andrew's
  2. Unwelcome
  3. Imagination
  4. Over the hills
- 1920 – Three Song-Pictures, voor zangstem en piano – tekst: Siegfried Lorraine Sassoon
  1. Butterflies
  2. Everyone sang
  3. Idyll
- 1935 – Guy's Cliffe at night, voor vrouwenkoor – tekst: Mary Coleridge
- 1937 – Four Hymns, voor zangstem en piano
  1. Who shall ascend – tekst: Thomas Edwards Hankinson
  2. None other lamb – tekst: Christina Georgina Rossetti
  3. Love, lift me up – tekst: Edmund Spenser
  4. O Lord, in me – tekst: Mary, Countess of Pembroke

#### Liederen
- 1914 – A vignette, voor alt en orkest (of alt en strijkkwartet) – tekst: Robert Seymour Bridges
- 1921 – A child's prayer, voor zangstem en piano (of klarinet en strijkers) – tekst: Siegfried Lorraine Sassoon
- 1921 – A poplar and the moon, voor zangstem en piano – tekst: Siegfried Lorraine Sassoon
- 1921 – Morning-Glory, voor zangstem en piano (of klarinet en strijkers) – tekst: Siegfried Lorraine Sassoon
- 1921 – South Wind, voor zangstem en piano – tekst: Siegfried Lorraine Sassoon
- 1923 – The west wind, voor zangstem en piano – tekst: John Masefield
- 1925 – If I had but two little wings, voor zangstem en piano – tekst: Samuel Taylor Coleridge
- Six songs, voor middenstem en piano

### Kamermuziek
- 1909 – Strijkkwintet in D
- 1914 – Strijkkwartet in C
- 1921 – Suite in 3 delen, voor dwarsfluit en piano
- 1925 – Sonata in g klein, voor viool en piano
- 1930 – Septet, voor altviool, blazerskwintet en harp
- 1932 – Trio, voor viool, cello en piano

### Werken voor orgel
- 1907 – Epinikion (Song of Victory)
- 1910 – Elegiac Rhapsody on an Old Church Melody
- Nocturne in b klein

## Publicaties
- The modern orchestra and its combination with the singing voice; especially with regard to conductors and composers, J Royal Music Assn, 1910. (samen met: D. Cantab)
- Voice Training for Choirs and Schools, Cambridge University Press, 1912. 110 p.

## Discografie
- Symfonie nr 1 in C Major: London Philharmonic Orchestra, Vernon Handley, Lyrita Recorded Edition Lyrita, SRCD.269
- Symfonie nr 2 in D Major: Scottish Philharmonic Singers, BBC Scottish Symphony Orchestra, Vernon Handley. Lyrita REAM2118 (dubbelalbum)
- * "Ode on the Morning of Christ's Nativity". Teresa Cahill (sopraan), Philip Langridge (tenor), Michael Rippon (bas-bariton), Trinity Boys Choir, BBC Singers & BBC Concert Orchestra, Vernon Handley. Lyrita REAM2118 (dubbelalbum)
- Vioolconcert in G Major: Jacqueline Roche, Robert Stevenson, Dutton Epoch  CDLX 7219
- For the Fallen, Miniature Suite, The Psalm of Adonis, City in the West, The Stolen Child: Alan Fearon, Sinfonia Chorus, BBC Northern Singers, Northern Sinfonia of England, Richard Hickox, EMI Classics , 5099950592326
- Peacock Pie – Miniature Suite for String Orchestra and Piano: Martin Roscoe, Guildhall Strings, Hyperion Records , B0000631BI
- Great European Organs, No 66 – Epinikion en Elegiac Rhapsody on an Old Church Melody: Graham Barber, Kathedraalorgel Ripon (Engeland), Priory Records , B00008OETY